# Rocco Schiavone (série télévisée)
Rocco Schiavone est une série télévisée italienne diffusée depuis le 9 novembre 2016 sur la chaîne RAI 2. C'est une adaptation des romans d'Antonio Manzini.
La série est inédite dans les pays francophones.

## Synopsis
Rocco Schiavone, Vicequestore aggiunto (it) de la police italienne, veuf, est transféré de Rome à Aoste pour des raisons disciplinaires. Après s'être retrouvé catapulté dans un univers complètement différent de celui dans lequel il a toujours vécu, Schiavone poursuit son travail en enquêtant sur les crimes qui ont bouleversé la préfecture de la Vallée d'Aoste, recourant souvent à des méthodes à la limite de la légalité. Une présence constante dans sa vie est le souvenir de sa femme, Marina, qui, sous la forme d'hallucination, remplit sa vie quotidienne.

## Distribution
- Marco Giallini : Rocco Schiavone
- Ernesto D'Argenio : Italo Pierron
- Claudia Vismara : Caterina Rispoli
- Isabella Ragonese : Marina
- Francesca Cavallin : Nora
- Marina Cappellini : Anna
- Massimiliano Caprara : Deruta
- Christian Ginepro : D'Intino
- Fabio La Fata : Antonio Scipioni
- Gino Nardella : Casella
- Massimo Olcese : questore Costa
- Filippo Dini : procureur Baldi
- Massimo Reale : docteur Alberto Fumagalli
- Francesco Acquaroli : Sebastiano
- Anna Ferzetti : Adele
- Tullio Sorrentino : Brizio
- Mirko Frezza : Furio
- Roberto Accornero : architecte Buccirivolta
- Roberto Zibetti : docteur. Farinelli
- Paolo Buglioni : Alfredo De Silvestri
- Giorgia Würth : Luisa Pec
- Gianni Bissaca : Don Giorgio
- Simone Gandolfo : Patrizio Baudo
- Giselda Volodi : Adalgisa
- Giulio Pampiglione : Giorgio Borghetti Ansaldo
- Claudio Botosso : Pietro Berguet
- Stefania Orsola Garello : Giuliana Berguet
- Francesca Piroi : Chiara Berguet
- Roberto D'Alessandro : Domenico Cuntrera
- Simonetta Solder : Laura Turrini
- Corrado Solari : agent penitentiaire Marini
- Fabio Farronato : Gherardo Turrini
- Jane Alexander : Amelia Abela
- Giampiero Mancini : Walter Cremonesi
- Adamo Dionisi : Enzo Baiocchi
- Massimo De Santis : Corrado Pizzuti
- Lorenzo Renzi : Flavio
- Sargis Galstyan : Omar Shai

## Épisodes

### Première saison (2016)
Diffusée du 9 novembre au 7 décembre 2016.
1. Pista nera
2. La costola di Adamo
3. Castore e Polluce
4. Non è stagione
5. Era di maggio
6. Pulizie di primavera

### Seconde saison (2018)
La Rai a commandé une seconde saison . Composée de quatre épisodes, elle a été diffusée du 17 octobre au 7 novembre 2018.
1. 7-7-2007
2. Tutta la verità
3. Pulvis et Umbra
4. Prima che il gallo canti

### Troisième saison (2019)
La troisième saison, composée de quatre épisodes, a été diffusée du 2 octobre au 23 octobre 2019.
1. La vita va avanti
2. L'accattone
3. Après la boule passe
4. Fate il vostro gioco

### Quatrième saison (2021)
La quatrième saison, composée de deux épisodes, a été diffusée les 17 et 24 mars 2011.
1. Rien ne va plus
2. Ah, l'amore, l'amore

### Cinquième saison (2023)
La cinquième saison, composée de quatre épisodes, a été diffusée du 5 avril au 19 avril 2023..
1. Il viaggio continua
2. Chi parte e qui resta
3. Punti di vista
4. Vecchie conoscenze

### Sixième saison (2025)
La sixième saison, composée de quatre épisodes, a été diffusée du 19 février au 12 mars 2025.
1. La ruzzica de li porci
2. Ossa loquuntur
3. Le ossa parlano
4. Riusciranno i nostri eroi a ritrovare l'amico misteriosamente scomparso in Sudamerica?